# Fiumi più lunghi dell'Asia
Elenco dei fiumi dell'Asia in ordine di lunghezza che superano i 1 500 km.
| Fiume                       | Lunghezza (km) | Paesi attraversati                                 | Foce                                 |
| --------------------------- | -------------- | -------------------------------------------------- | ------------------------------------ |
| Chang Jiang o Fiume Azzurro | 5 970          | Cina                                               | Mar Cinese Orientale                 |
| Huang He o Fiume Giallo     | 5 464          | Cina                                               | Mar Giallo                           |
| Ob' (con il fiume Irtyš)    | 5 410          | Cina, Kazakistan, Russia                           | Mare di Kara                         |
| Mekong                      | 4 500          | Cina, Myanmar, Laos, Thailandia, Cambogia, Vietnam | Mar Cinese Meridionale               |
| Amur (con il fiume Argun')  | 4 416          | Mongolia, Russia, Cina                             | Stretto dei Tartari, Mare di Ochotsk |
| Lena                        | 4 400          | Russia                                             | Mare di Laptev                       |
| Irtyš                       | 4 248          | Cina, Kazakistan, Russia                           | Ob                                   |
| Enisej                      | 4 092          | Russia                                             | Mare di Kara                         |
| Indo                        | 3 180          | Cina, India, Pakistan                              | Oceano Indiano                       |
| Brahmaputra                 | 2 900          | Cina, India, Bangladesh                            | Golfo del Bengala                    |
| Salween                     | 2 800          | Cina, Myanmar, Thailandia                          |                                      |
| Eufrate                     | 2 760          | Turchia, Siria, Iraq, Iran                         | Golfo Persico                        |
| Viljuj                      | 2 650          | Russia                                             | Lena                                 |
| Tunguska Inferiore          | 2 550          | Russia                                             | Enisej                               |
| Kolyma                      | 2 550          | Russia                                             | Mare della Siberia Orientale         |
| Gange                       | 2 507          | India, Bangladesh                                  | Golfo del Bengala                    |
| Išim                        | 2 450          | Kazakistan, Russia                                 | Irtyš                                |
| Amu Darya                   | 2 400          | Afghanistan, Tagikistan, Uzbekistan, Turkmenistan  | Lago d'Aral                          |
| Olenëk                      | 2 292          | Russia                                             | Mare di Laptev                       |
| Aldan                       | 2 242          | Russia                                             | Lena                                 |
| Syr Darya                   | 2 200          | Kirghizistan, Uzbekistan, Tagikistan, Kazakistan   | Lago d'Aral                          |
| Xi Jiang                    | 2 129          | Cina                                               | Mar Cinese Meridionale               |
| Songhua                     | 2 110          | Cina                                               | Amur                                 |
| Irrawaddy                   | 2 092          | Myanmar                                            | Mar delle Andamane                   |
| Tarim He                    | 2 000          | Cina                                               | Lop Nur                              |
| Vitim                       | 1 978          | Russia                                             | Lena                                 |
| Tigri                       | 1 950          | Turchia, Siria, Iraq                               | Eufrate                              |
| Angara o Tunguska superiore | 1 779          | Russia                                             | Enisej                               |
| Indigirka                   | 1 726          | Russia                                             | Mare della Siberia Orientale         |
| Tunguska Pietrosa           | 1 570          | Russia                                             | Enisej                               |